# Dimeria borii
Dimeria borii är en gräsart som beskrevs av Sreek., V.J.Nair och N.Chandrasekharan Nair. Dimeria borii ingår i släktet Dimeria och familjen gräs. Inga underarter finns listade i Catalogue of Life.